# Hydroélectricité au Brésil

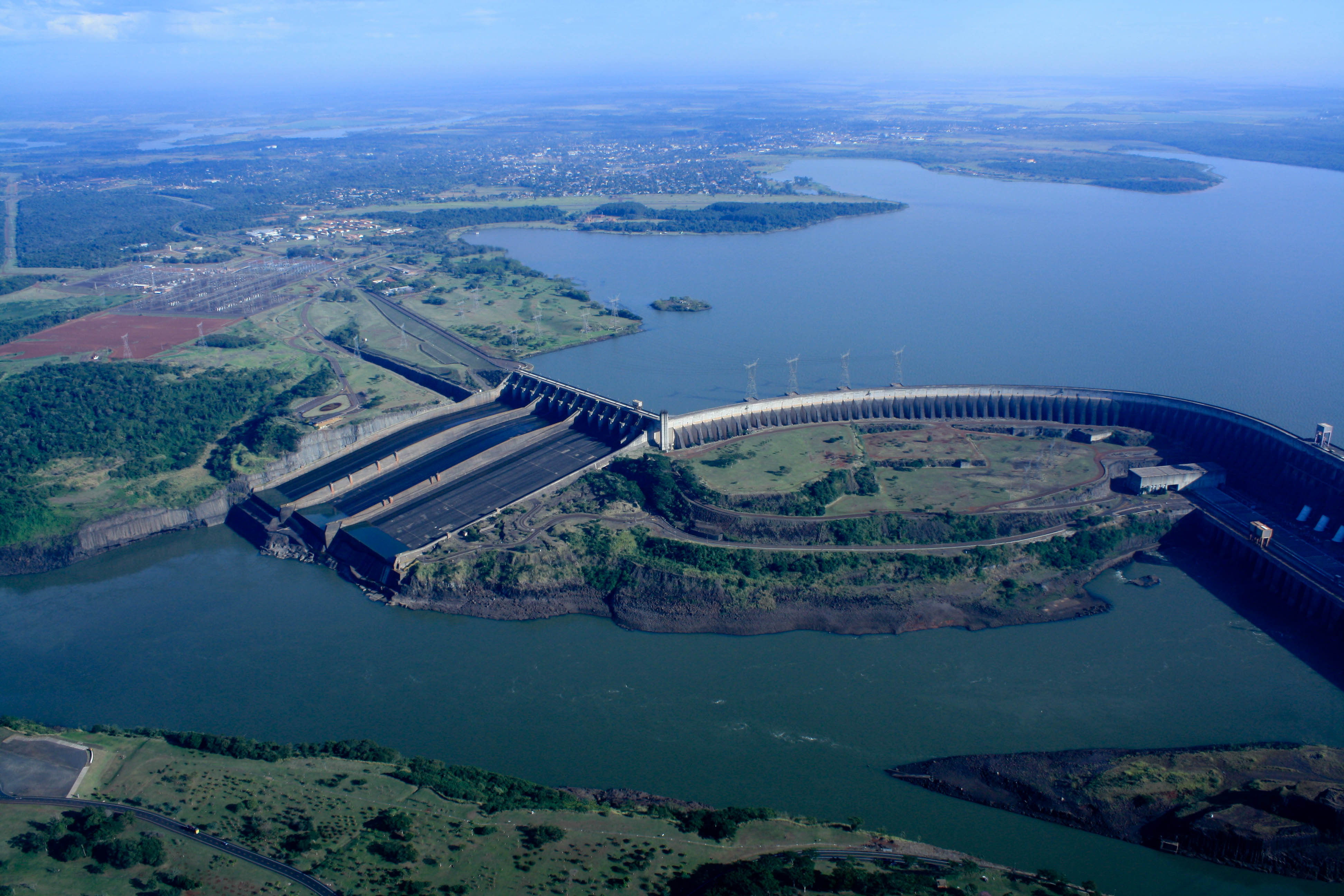
vue aérienne du barrage d'Itaipu le 22/09/2013.

L'hydroélectricité au Brésil se situe en 2024 au 2e rang mondial quant à la production avec 9,1 % de la production mondiale, derrière la Chine et devant le Canada, et au 2e rang quant à la puissance installée avec 7,6 % du total mondial, derrière la Chine et devant les États-Unis. Elle fournissait 55,4 % de la production d'électricité du pays en 2024 (60,2 % en 2023, 63,1 % en 2022) ; cette part dépassait 80 % à la fin des années 1990 et jusqu'en 2011, mais a été fortement réduite par des sécheresses depuis le début des années 2000, au point que la production hydroélectrique brésilienne a baissé de 16 % entre 2011 et 2015 et n'a jamais retrouvé depuis le niveau de 2011.
La centrale d'Itaipu est la 2e plus puissante du monde, après celle des Trois-Gorges en Chine, et la centrale de Belo Monte, achevée en 2019, est la 4e plus puissante.
Près de 60 % du potentiel estimé est exploité ou en construction. La plupart des barrages hydroélectriques se trouvent au nord-ouest, dans le bassin amazonien, loin des zones les plus densément peuplées. Des milliers de kilomètres de lignes de transport à haute tension ouest-est ont été construites pour relier ces capacités aux régions côtières énergivores.

## Histoire
L’État brésilien a créé en 1945 la Compagnie hydroélectrique de la vallée du rio San Francisco, afin de s'intéresser au potentiel hydrique (pour l’énergie et l’irrigation) du «  fleuve de l’unité nationale » reliant le Nordeste au Sudest, mais l'installation des équipements hydroélectriques au Brésil a commencé dans les années 1950 et s'est poursuivie en lien avec l'installation de puissantes industries d'aluminium. La majeure partie des barrages a été réalisée dans le sud et le sud-est du pays, mais la réalisation de quelques-unes des plus grandes usines électriques a eu lieu au nord, dans la vaste région de l'Amazonie. Le barrage de Coaracy Nunes, en Amapá sur le rio Araguari, qui s’étire sur 220 km dans une vaste plaine affichant une très faible dénivelée, deviendra la première centrale hydroélectrique d’Amazonie, à environ 15 km de Ferreira Gomes et 150 km de Macapá, mais pour une puissance totale de seulement 78 MW. Après une phase d'étude commencée en 1956, la phase initiale de la construction est lancée au début des années 1970 et il est achevé en 1975.
L’État du Pará suit en particulier le modèle qualifié de « monohydroélectrique intégré » sur les plans industriel et énergétique, dans le contexte d’un marché mondial de l’aluminium en pleine expansion. Entre 1969 et 1972, des travaux d’inventaire sont coordonnés par le « Comité des études énergétiques en Amazonie » du ministère des Mines et de l’Énergie, sous le gouvernement militaire. Selon les nombreuses informations recueillies, beaucoup d'affluents de l'Amazone sont propices à l'équipement hydroélectrique, à une distance de 200 km, contrairement à une croyance répandue, grâce à des dénivelés et des enrochements profonds. Une holding national, Eletrobras, est créée le 14 novembre 1972 pour coordonner le programme d’énergie électrique de la région amazonienne. Les routes ouvertes dans les années 1970, d’est en ouest et du sud au nord, l’ont été au milieu de la forêt pour croiser les fleuves amazoniens aux endroits où il serait
possible de réaliser des barrages, afin de faciliter l’installation et la diffusion de l’énergie.
Eletrobras fut chargé d’équiper les rapides d’Itaboca par le barrage de Tucuruí, sur la portion du fleuve Tocantins large de 1 850 mètres, entre les localités de Tucuruí et Marabá dans la partie orientale du Pará. Construit à partir de 1975, il fut inauguré en 1982 sous les militaires. Aux onze turbines pour la première tranche (1984), s'ajouteront les onze autres pour la seconde (2007). Il couvre une zone estimée à 800 000 hectares, dans laquelle 15 600 personnes furent recensées en 1975. L'ouverture du chantier fit doubler cette population, par  la création de quasi-villes pour les milliers d’ouvriers.
L'étape suivante fut en haute Amazonie, avec le barrage de Samuel (217 MW) sur le rio Jamari à 50 km de Porto Velho et le barrage de Balbina (250 MW), édifié au début des années 1980 dans la municipalité de Presidente Figueiredo, sur la rivière Uatumã, dans l'état de l'Amazonas pour alimenter la ville de Manaus, à 180 km. Ces deux barrages ont commencé à produire de l’électricité en 1989, mais furent souvent présentés comme une suite d’erreurs techniques: emplacements mal choisis, topographie trop plane, dimensions gigantesques (900 km2 à Samuel et 2 300 km2 à Balbina) causant l'ennoiement de vastes zones forestières, pour un dénivelé et un débit insuffisants à donner une grande puissance aux usines.
Le barrage de Balbina, en particulier, n’a jamais produit le quart de l’électricité espérée, tout en inondant quatre fois plus de terres que prévu. Le barrage de Santo Antônio produira 14 fois plus d’électricité que le barrage de Samuel pour une surface submergée inférieure d’un tiers.
L’opposition à ces barrages, qui ont aussi servi aux entreprises minières implantées dans ces régions, a été relativement étouffée car ils ont été construits sous la dictature. Elle n’en a pas moins donné naissance au MAB (Mouvement national des personnes atteintes par les barrages), coalition nationale des différents groupes locaux et régionaux de résistance.
Plus récent, le barrage d'Itaipu, situé sur le Rio Parana, dont l'électricité servira surtout à Sao Paulo, à 800 km, a lui aussi anéanti le cadre de vie des populations locales. Ces grands barrages ont aussi détruit la biodiversité des zones inondées, et accéléré la déforestation via l’ouverture de vastes voies d’accès.  
L'État brésilien a ensuite tenté d'atténuer les critiques par la création de barrages  «au fil de l’eau», c’est-à-dire sans aucune retenue, ou bien accessibles qu’en bateau ou en hélicoptère, entourés d’une zone de protection où tout déboisement est interdit, ou encore par des normes plus sévères, sous forme programmes sociaux et de développement imposés aux barragistes, comme à Belo Monte, où Norte Energia a financé le réseau d’égouts de la ville d’Altamira ou la construction de nouveaux logements pour les populations déplacées. 
La part de production hydroélectrique a culminé à 95 % de la production d’électricité du pays en 1995 et représentait encore près de 82 %  avant 2001, part qui est revenue à 65 % en raison des sécheresses qui ont touché plusieurs régions de l'est, en particulier les états de São Paulo, Rio de Janeiro, Minas Gerais, Bahia et Pernambouc. 
La grande sécheresse de 2001 a entraîné des coupures de courant massives et des restrictions sur une grande partie du territoire et contraint le pays à adopter des mesures de rationnement de l'électricité pendant huit mois, puis étendre son réseau de transport et déployer des centrales au gaz, pour améliorer la résilience du réseau aux changements climatiques, qui pourraient d’ici 2024 représenter 15 % de la production d’électricité du pays. Le Brésil n'en pas moins poursuivi la construction d’une ligne à haute tension entre 2010 et 2014 sur la rive gauche de l’Amazone. 
Le potentiel hydroélectrique du sud du Brésil étant quasi saturé, c’est en Amazonie, zone ultra fragile, que se concentrent les nouveaux projets, notamment sur le rio Tapajós, dernier affluent de l’Amazone encore vierge d’équipements, dont le bassin a jusqu’ici été préservé de la déforestation. Le pays a par ailleurs été confronté à la pire catastrophe écologique de son histoire, après la rupture de deux barrages miniers de la compagnie Samarco, contrôlée par les groupes miniers Vale et BHP Billiton, le 5 novembre 2015, dans le Minas Gerais, causant le déversement de dizaines de milliers de mètres cubes de boues toxiques dans le rio Doce. L’accident a fait 13 morts et 11 disparus.

## Potentiel hydroélectrique
Le potentiel hydroélectrique du Brésil est de loin le plus important du continent : son potentiel brut théorique était estimé en 2013 par le Conseil mondial de l'énergie à 3 040 TWh/an et son potentiel économiquement exploitable à 818 TWh/an, dont plus de 50 % sont déjà exploités (428,6 TWh en 2011) ; les projets en cours de construction fin 2011 totalisent 21 100 MW avec une production moyenne estimée à 41 TWh/an ; les projets à l'étude totalisent 68 000 MW avec une production moyenne estimée à 327 TWh/an. Le potentiel économiquement exploitable de la petite hydraulique (< 30 MW) est évalué à 11,2 TWh/an, dont 6,28 TWh/an (56 %) déjà exploités en 2008 ; les projets y ajouteraient 2,5 TWh/an.
Le vaste potentiel hydroélectrique du Brésil est concentré dans le bassin du fleuve Amazone au Nord, alors que la demande d’électricité est surtout concentrée dans les agglomérations de la côte sud-est, où a commencé le développement de l'hydroélectricité à grande échelle au milieu du XXe siècle. Compte tenu des énormes distances entre ces régions, cette disparité a posé d’importants défis pour l’infrastructure de transport de l’électricité.

## Production hydroélectrique
Le graphique qui aurait dû être présenté ici ne peut pas être affiché car il utilise l'ancienne extension Graph, désactivée pour des questions de sécurité. Des indications pour créer un nouveau graphique avec la nouvelle extension Chart sont disponibles ici.

Production Hydroélectrique du Brésil
Source : Agence internationale de l'énergie, Energy Institute pour 2021 et 2022.
Selon l'Association internationale de l'hydroélectricité (IHA), la production hydroélectrique du Brésil s'est classée en 2024 au 2e rang mondial avec 415 TWh, soit 9,1 % de la production mondiale, loin derrière la Chine (30,4 %) et devant le Canada (7,7 %).
Sa part dans la production d'électricité du pays atteint 55,4 %.
Selon l'Agence internationale de l'énergie, la production hydroélectrique brésilienne s'est élevée en 2023 à 426,0 TWh, soit 60,2 % de la production d'électricité du pays ; avec les 22,3 TWh importés d'Itaipu, cette production est en fait de 448,3 TWh, soit 61,4 % de l'approvisionnement du pays en électricité.
La centrale binationale d'Itaipu (Brésil-Paraguay) produit selon les précipitations 66 à 103 TWh par an (minimum : 66 369 GWh en 2021, maximum : 103 098 GWh en 2016) ; en 2023 : 83 879 GWh, équivalant à 10,1 % de la production d'électricité du Brésil en 2021 et 11,9 % en 2023. Sur les vingt turbines de la centrale, dix produisent pour le Brésil et dix pour le Paraguay ; mais comme la production réservée au Paraguay est supérieure à la consommation d'électricité du pays (20,15 TWh), l'excédent (23,95 TWh sur 43,88 TWh en 2022) est exporté au Brésil.
| Année | Production (GWh) | Variation | Part prod.élec. |
| 2007  | 374 015          |           | 84,0 %          |
| 2008  | 369 556          | -1,2 %    | 79,8 %          |
| 2009  | 390 988          | +5,8 %    | 83,9 %          |
| 2010  | 403 289          | +3,1 %    | 78,2 %          |
| 2011  | 428 333          | +6,2 %    | 80,6 %          |
| 2012  | 415 342          | -3,0 %    | 75,2 %          |
| 2013  | 390 992          | -5,9 %    | 68,5 %          |
| 2014  | 373 439          | -4,5 %    | 63,2 %          |
| 2015  | 359 743          | -3,7 %    | 61,8 %          |
| 2016  | 380 911          | +5,9 %    | 65,8 %          |
| 2017  | 370 906          | -2,6 %    | 62,9 %          |
| 2018  | 388 971          | +5,9 %    | 64,7 %          |
| 2019  | 397 877          | +2,3 %    | 63,5 %          |
| 2020  | 396 381          | -0,4 %    | 63,0 %          |
| 2021  | 362 818          | -8,5 %    | 55,3 %          |
| 2022  | 427 113          | +17,7 %   | 63,1 %          |
| 2023  | 425 996          | -0,3 %    | 60,2 %          |
| 2024  | 413 200          | -3,0 %    | 55,4 %          |

on remarque que la production a reculé de 16 % entre 2011 et 2015.
La production hydroélectrique du Brésil s'est classée en 2023 au 2e rang mondial avec 427 TWh, soit 10,2 % de la production mondiale, loin derrière la Chine (27,2 %) et devant le Canada (8,5 %). Sa part dans la production d'électricité du pays atteint 67 %.
La production hydroélectrique du Brésil s'est classée en 2022 au 2e rang mondial avec 423 TWh, soit 9,6 % de la production mondiale, loin derrière la Chine (30,7 %) et devant le Canada (8,9 %). Les précipitations meilleures qu'en 2021 ont permis de remplir partiellement les réservoirs ; cinq barrages sur le Rio Grande ont même dû déverser de l'eau excédentaire, pour la première fois depuis 2011.
En 2021, le Brésil s'est classé au 3e rang mondial avec 341 TWh, soit 8,0 % de la production mondiale, loin derrière la Chine (31,5 %) et juste derrière le Canada (8,9 %). La sécheresse de 2021 a été la pire depuis 91 ans. Le pays a instauré un tarif de « pénurie d'eau », accru les importations d'électricité depuis l'Argentine et l'Uruguay, accéléré les projets d'infrastructures nécessaires pour transférer l'électricité du nord-est, moins affecté, vers le sud, et créé un comité national chargé de modifier les règles régionales pour optimiser l'utilisation de l'eau et de l'électricité.
En 2020, le Brésil s'est classé au 2e rang mondial avec 9,4 % de la production mondiale, loin derrière la Chine (31 %) et juste devant le Canada (8,8 %). Le Brésil souffre depuis plusieurs années de sécheresse chronique, avec des précipitations en saison humide (d'octobre à mars) au plus bas niveau depuis le record de sécheresse de 1991. En mars 2021, le gouvernement a déclaré que le Brésil entre dans une crise hydrologique majeure, les niveaux des réservoirs étant extrêmement bas ; le gouvernement envisage des hausses de tarifs du fait de la nécessité de faire appel aux centrales thermiques, plus coûteuses.
La production hydroélectrique du Brésil s'est classée en 2019 au 3e rang mondial avec 9,0 % de la production mondiale, loin derrière la Chine (30,2 %) et juste après le Canada (9,2 %).
La production hydroélectrique était de 417,91 TWh en 2018, au 2e rang mondial avec 9,95 % de la production mondiale, loin derrière la Chine (29,4 %) et juste devant le Canada (381,2 TWh). L'été 2017-2018 a connu une Niña faible qui a causé une sécheresse sévère dans le nord-est du pays ; la baisse des niveaux des réservoirs a amené le Brésil à importer 1 131 GWh d'Argentine et d'Uruguay en 2018, montant le plus élevé depuis 17 ans.
En 2017, elle a couvert près des deux-tiers de la demande d'électricité, malgré la persistance d'une sécheresse sévère dans la plupart des régions, pour la quatrième année consécutive. À l'inverse, des pluies abondantes dans le sud-ouest du pays en octobre 2017 ont permis à la centrale d'Itaipu de garantir la fourniture d'électricité à une période cruciale.
En 2016, elle s'élevait à 410,24 TWh, au 2e rang mondial avec 10,0 % de la production mondiale. Elle représentait près de 82 % de la production d’électricité du pays avant 2001 ; mais cette part s'est abaissée à 65 % environ au cours des dernières années en raison des sécheresses qui ont touché plusieurs régions de l'est, en particulier les états de São Paulo, Rio de Janeiro, Minas Gerais, Bahia et Pernambouc. Depuis la grande sécheresse de 2001, qui avait contraint le pays à adopter des mesures de rationnement de l'électricité pendant huit mois, le pays a étendu son réseau de transport et déployé un nombre croissant de centrales au gaz pour améliorer la résilience du réseau aux changements climatiques.

## Puissance installée
La puissance installée des centrales hydroélectriques du Brésil atteignait 109 982 MW fin 2024, soit 7,6 % du total mondial, au 2e rang mondial, derrière la Chine (435 950 MW ; 30,2 %) et devant les États-Unis (102 096 MW ; 7,1 %). En 2024, le Brésil a été le 21e marché mondial avec 56 MW mis en service, constitués de onze petits projets. De plus, 32 projets totalisant 442 MW sont en construction et 60 projets (945 MW) ont reçu leurs autorisations. En mars 2025, l'Aneel a approuvé un changement de réglementation permettant au projet de Jirau d'atteindre un niveau d'eau de 90 mètres toute l'année, ce qui augmentera la puissance de 250 MW. Des réglementations sont en préparation pour rendre possible la réalisation de projets de pompage-turbinage, nécessaires pour compenser la variabilité des productions éolienne et solaire en forte croissance.
En 2023, le Brésil a été le 19e marché mondial avec 118 MW mis en service, constitués de nombreuses petites centrales, portant le nombre de centrales en service à 1330. De plus, 34 projets totalisant 438 MW sont en construction avancée et 70 projets (1 249 MW) ont reçu leurs autorisations et ont ouvert leur chantier. Au total, plus de 60 % du potentiel estimé (172 GW) a déjà été développé.
En 2022, le Brésil a été le 15e marché mondial avec 332 MW mis en service, constitués d'une quinzaine d'ouvrages, dont le plus grand est la centrale de São Roque (141,9 MW).
En 2021, le Brésil a été le 10e marché mondial avec 175 MW mis en service.
En 2020, le Brésil a été le 12e marché mondial avec 213 MW mis en service.
En 2019, le Brésil a été le premier marché mondial avec 4 919 MW mis en service, dont l'achèvement du barrage de Belo Monte, qui est avec 11 233 MW la quatrième plus puissante centrale du monde ; en mai 2019, Iberdrola a inauguré la centrale de Baixo Iguaçu (350 MW).
En 2018, le Brésil a mis en service 3 866 MW, dont 3 055 MW de groupes supplémentaires au barrage de Belo Monte.
En 2017, les travaux se sont poursuivis sur le chantier du barrage de Belo Monte (11 200 MW), qui pourrait être le dernier méga-projet du Brésil. La première turbine de la centrale de São Manoel (700 MW), sur le Rio Teles Pires, affluent de l'Amazone, à la frontière du Mato Grosso et du Pará, a été mise en service en décembre 2017 ; son chantier avait été interrompu en juillet par des manifestations en faveur des droits des indigènes. Des travaux de modernisation sont encours sur les aménagements d'Ilha Solteira (3 440 MW) et de Jupia (1 551 MW), privatisés en 2015 ; un programme de réhabilitation de 10 ans est en cours au barrage d'Itaipu.
En 2016, la puissance installée s'élevait à 98 015 MW, au 3e rang mondial avec 7,9 % du total mondial.
Le Brésil a mis en service 6 365 MW au cours de l'année 2016, au 2e rang mondial derrière la Chine ; la principale mise en service de 2016 est celle du projet Jirau sur le rio Madeira (50 turbines, 3 750 MW), dans l'État de Rondonia, dans l'ouest du pays, à 80 km de la frontière bolivienne ; il fait partie d'un complexe de quatre centrales sur le rio Madeira, dont la centrale au fil de l'eau du barrage de Santo Antônio, en aval de Jirau, avec 50 turbines totalisant 3 568 MW, dont 652 MW entrées en fonction en 2016 ; les deux autres projets du complexe du Madeira sont au stade de la conception : Guayaramerín (3 000 MW) sera situé sur la frontière Brésil-Bolivie et Cachuela Esperanza (990 MW) plus en amont, en Bolivie. Les autres mises en service marquantes de 2016 ont été 1 092 MW au barrage de Teles Pires, 518,8 MW à Maranhão III et les premières turbines (1 989 MW) du barrage de Belo Monte, sur le rio Xingu dans l'état de Pará, qui totalisera 24 turbines et 11 233 MW. L'année 2016 a été marquée par un record en matière de mises en service de centrales électriques : 9 526 MW, dont deux tiers dans l'hydraulique ; cependant, la récession subie par le pays a stoppé la croissance de la demande d'électricité depuis 2014 du fait de la chute de la consommation de l'industrie ; en 2017, les mises en service dans l'hydraulique devraient atteindre 4 000 MW.
La puissance installée hydroélectrique a progressé de 47 % de 2001 à 2015, malgré les effets des sécheresses. La mise en service la plus notable de 2015 est celle de 1 275 MW au barrage de Jirau ; deux turbines de la centrale de Santo Antônio sont entrées en fonction en 2015, ainsi que deux des cinq turbines de 364 MW du barrage de Teles Pires à la frontière des états du Mato Grosso et du Pará ; la dernière des trois turbines de 84 MW du projet Ferreira Gomes, dans le nord, et 52 centrales de 1 à 30 MW totalisant 156 MW.
Le plan décennal en cours prévoit d'atteindre 117 GW en 2023.
Le Brésil dispose avec la centrale hydroélectrique d'Itaipu, sur le fleuve Paraná à la frontière du Paraguay, de la seconde plus puissante centrale du genre dans le monde, après le barrage des Trois-Gorges en Chine, et avec la centrale hydroélectrique de Tucuruí, sur le rio Tocantins, de la 4e plus puissante du monde, juste derrière celle de Guri au Venezuela.
Les principales centrales hydroélectriques du Brésil sont situées à grande distance des agglomérations côtières où est concentrée la demande, d'où des pertes en ligne élevées. Bien que le Brésil prévoie de s'écarter de l'hydroélectricité, afin de réduire le risque de pénuries lors des sécheresses, de nouveaux projets continuent à se développer, en particulier celui de Belo Monte dans le bassin de l'Amazone, qui sera la 3e centrale du monde à son achèvement.

## Principales centrales hydroélectriques

Panorama du barrage d'Itaipu.

Grands barrages brésiliens
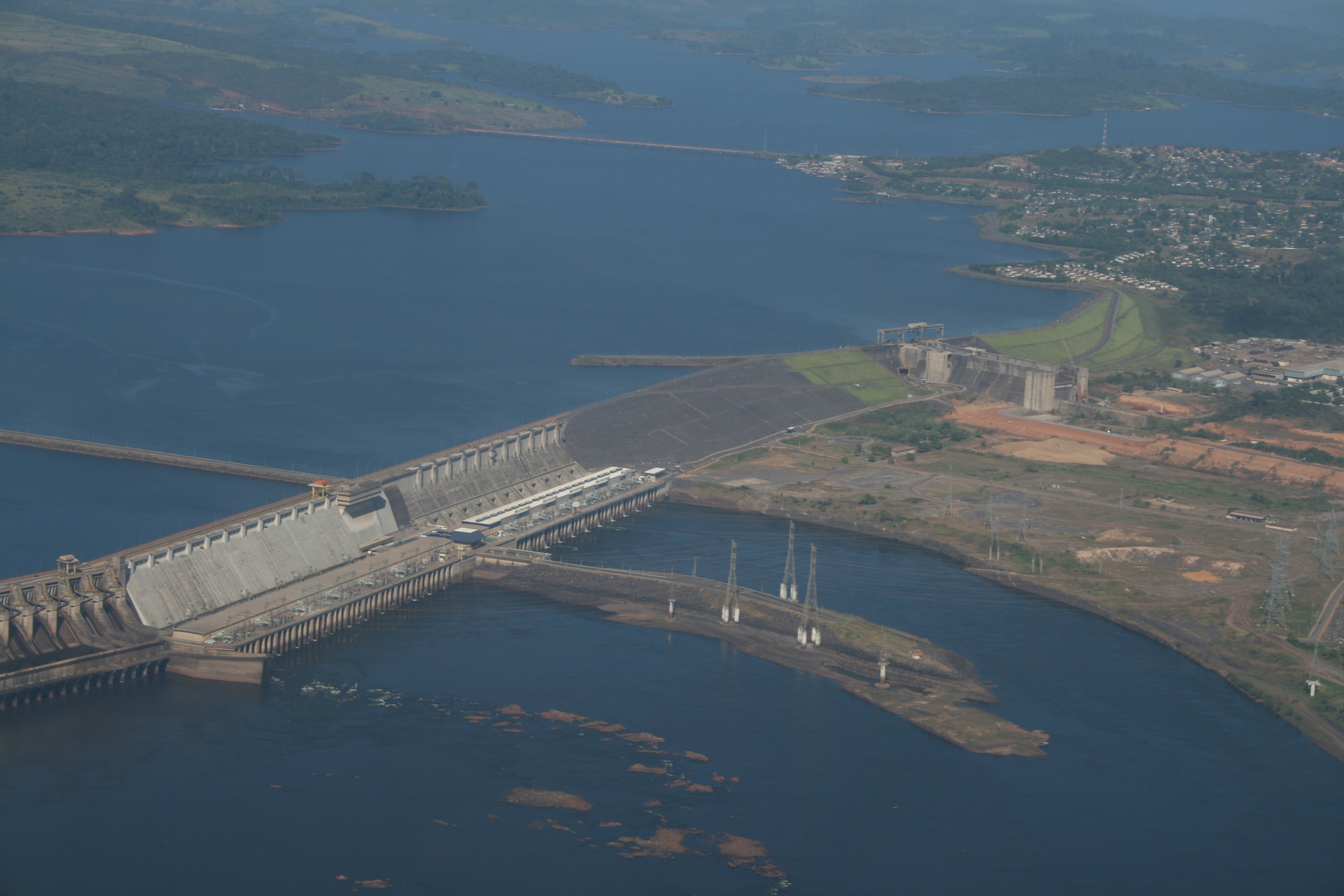
Barrage de Tucuruí en juillet 2008.
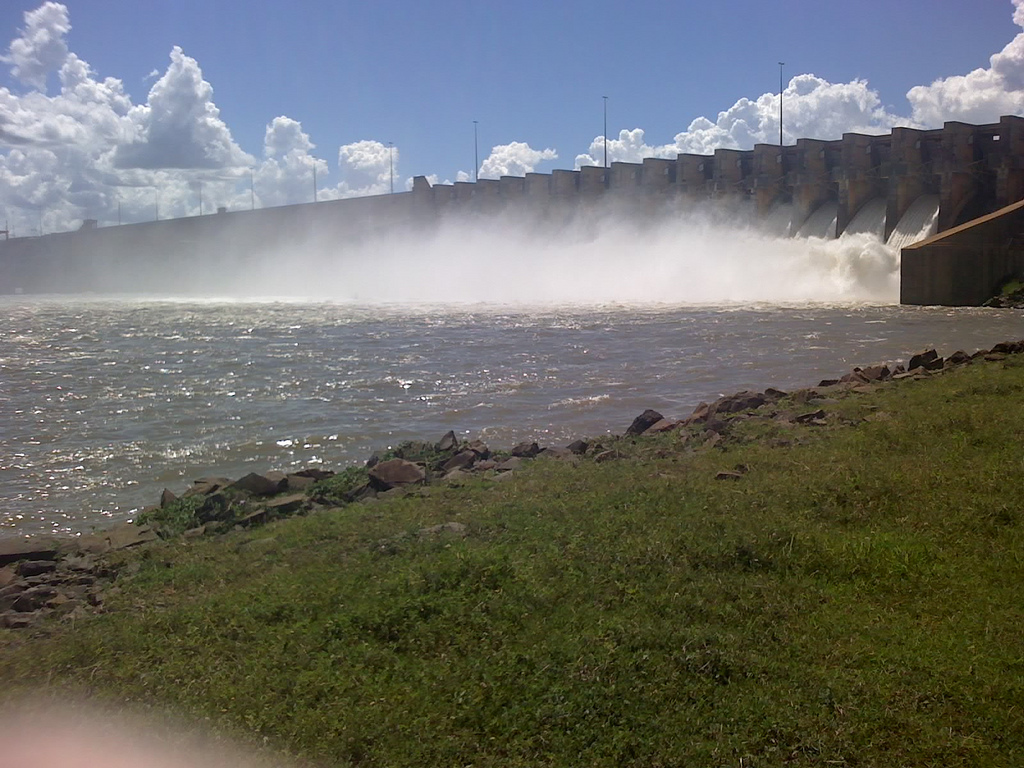
Barrage d'Ilha Solteira en août 2008.
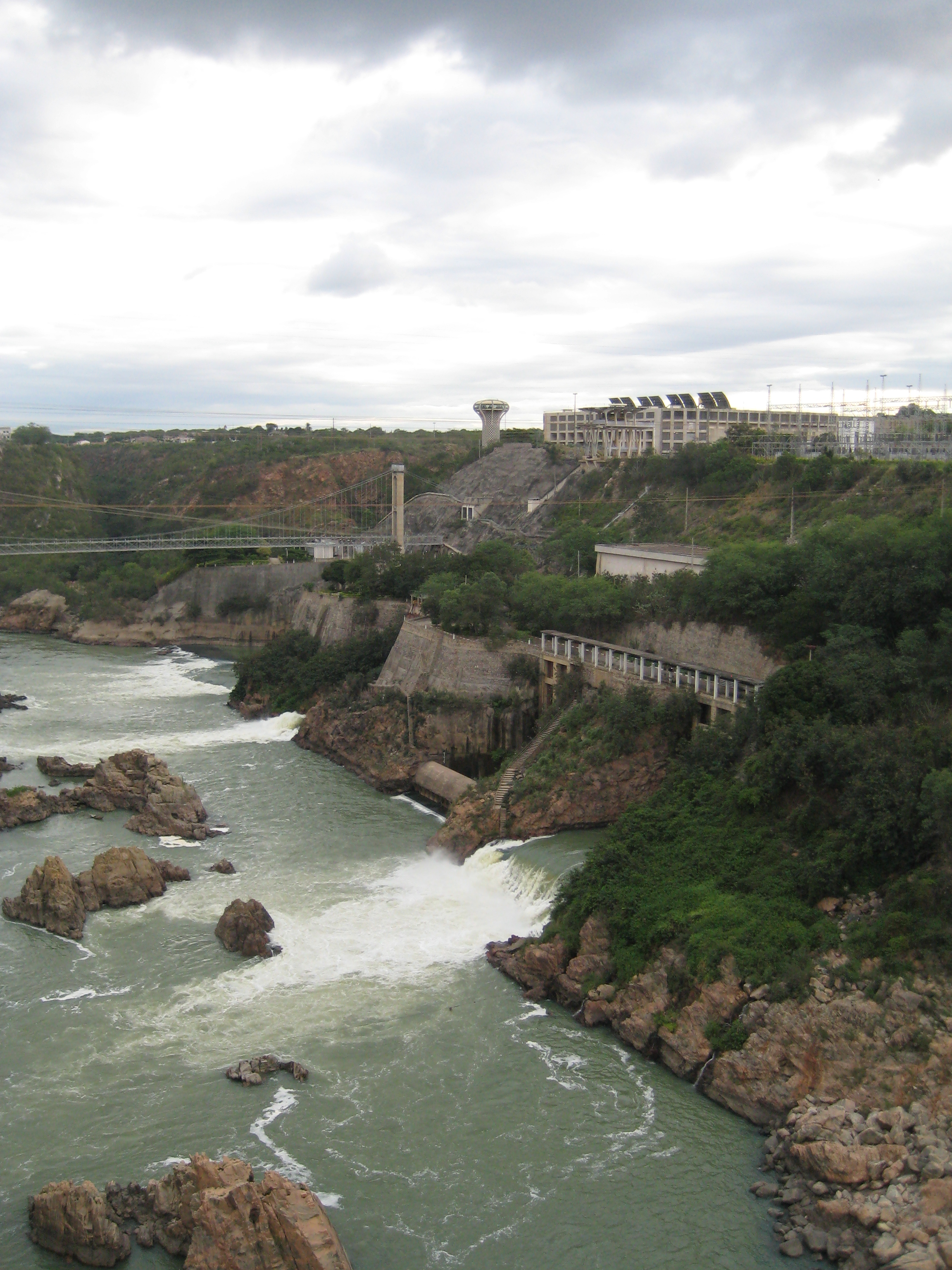
Centrales "PA I", "PA II" et "PA III" du complexe de Paulo Afonso, Bahia.
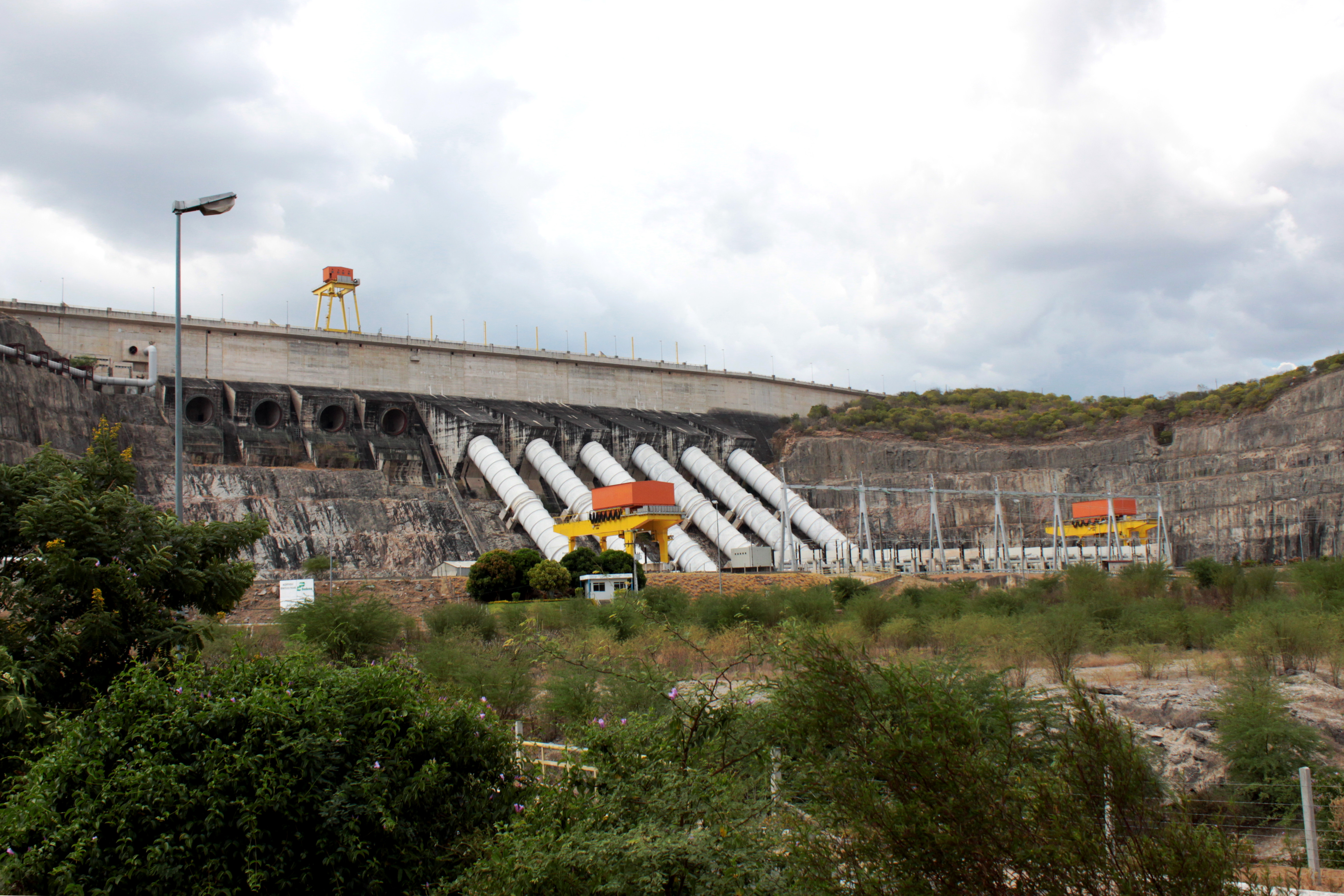
Barrage de Xingó.
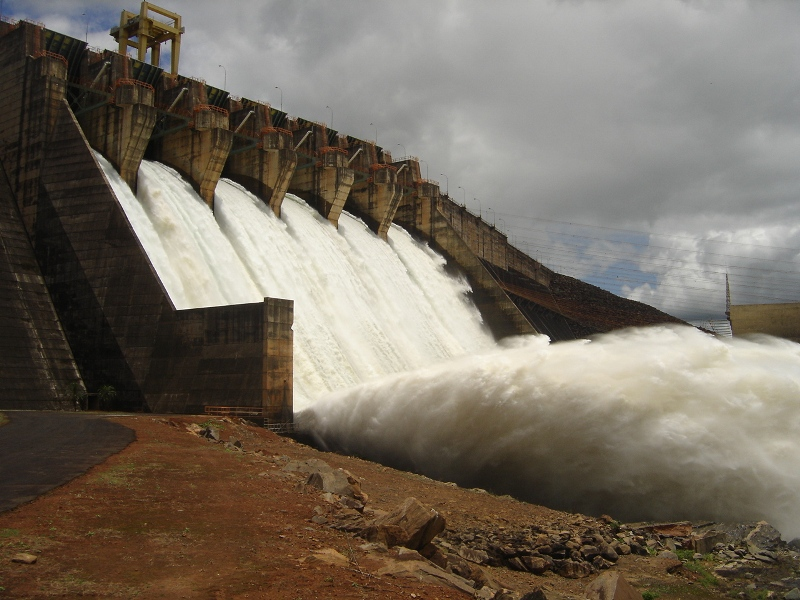
Déversoir du Barrage d'Itumbiara.
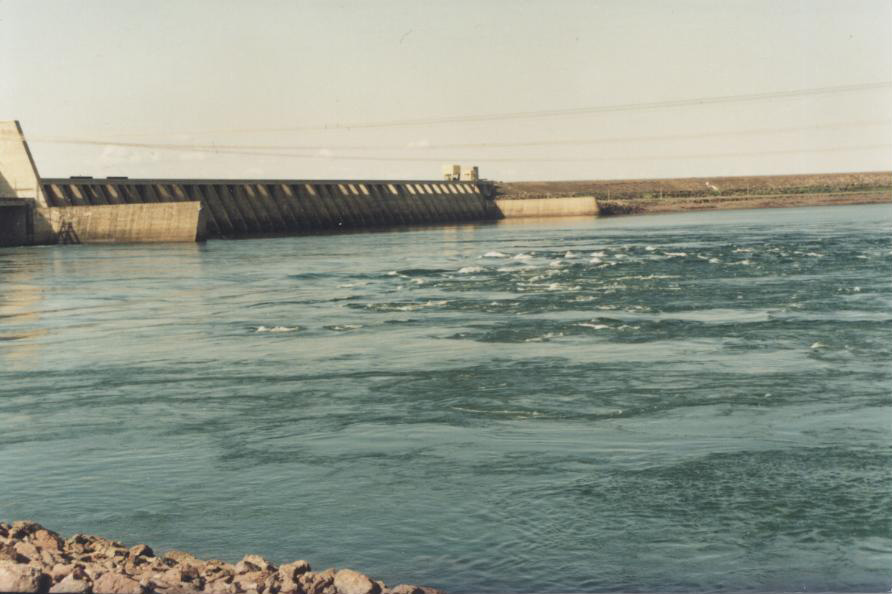
Centrale Engenheiro Souza Dias - (Jupiá) sur le Rio Paraná.

| Barrage                                        | État                             | Cours d'eau                      | Centrale                     | Construction | Puissance MW           |
| Barrage d'Itaipu                               | Paraná                           | Rio Paraná                       | Itaipu                       | 1975-2006    | 14 750                 |
| Barrage de Belo Monte                          | Pará                             | Rio Xingu                        | Belo Monte                   | 2012-2019    | 11 233 (1 989 en 2016) |
| Barrage de Tucuruí                             | Pará                             | Rio Tocantins                    | Tucuruí                      | 1975-2007    | 8 553                  |
| Complexe hydroélectrique de Paulo Afonso 4 280 | Bahia                            | Rio São Francisco                | Paulo Afonso I               | 1948-1954    | 120                    |
| Complexe hydroélectrique de Paulo Afonso 4 280 | Bahia                            | Rio São Francisco                | Paulo Afonso II              | 1955-1961    | 443                    |
| Complexe hydroélectrique de Paulo Afonso 4 280 | Bahia                            | Rio São Francisco                | Paulo Afonso III             | 1967-1974    | 794                    |
| Complexe hydroélectrique de Paulo Afonso 4 280 | Bahia                            | Rio São Francisco                | Paulo Afonso IV              | 1972-1983    | 2 462                  |
| Complexe hydroélectrique de Paulo Afonso 4 280 | Bahia                            | Rio São Francisco                | Moxotó (Apolônio Sales)      | 1971-1977    | 440                    |
| Barrage de Jirau                               | Rondônia                         | Rio Madeira                      | Jirau,                       | 2008-2016    | 3 750                  |
| Barrage de Santo Antônio                       | Rondônia                         | Rio Madeira                      | Santo Antonio,               | 2008-2016    | 3 580                  |
| Barrage d'Ilha Solteira                        | São Paulo                        | Rio Paraná                       | Ilha Solteira                | 1967-1978    | 3 444                  |
| Barrage de Xingó                               | Alagoas/Sergipe                  | Rio São Francisco                | Xingó                        | 1987-1997    | 3 162                  |
| Barrage d'Itumbiara                            | Goiás                            | Rio Paranaíba                    | Itumbiara                    | 1974-1981    | 2 082                  |
| Barrage de Teles Pires                         | Mato Grosso                      | Rio São Manuel (Rio Teles Pires) | Teles Pires,                 | 2011-2017    | 1 820                  |
| São Simão                                      | Minas Gerais/Goiás               | Rio Paranaíba                    | São Simão                    | ?-1978       | 1 710                  |
| Foz do Areia                                   | Paraná                           | Rio Iguaçu                       | Bento Munhoz da Rocha Netto  | 1976-1980    | 1 676                  |
| Barrage de Jupiá                               | São Paulo                        | Rio Paraná                       | Engenheiro Sousa Dias        | 1960-1974    | 1 551                  |
| Porto Primavera                                | São Paulo                        | Rio Paraná                       | Eng. Sérgio Motta            | 1980-1999    | 1 540                  |
| Itaparica                                      | Bahia/Pernambouc                 | Rio São Francisco                | Luiz Gonzaga                 | 1988-1990    | 1 482                  |
| Itá                                            | Rio Grande do Sul                | Rio Uruguay                      | Itá                          | ...-2001     | 1 450                  |
| Marimbondo                                     | Minas Gerais                     | Rio Grande (Rio Paraná)          | Marimbondo                   | ...-1977     | 1 440                  |
| Salto Santiago                                 | Paraná                           | Rio Iguaçu                       | Salto Santiago               | ...-1980     | 1 420                  |
| Agua Vermelha                                  | São Paulo/Minas Gerais           | Rio Grande (Rio Paraná)          | Agua Vermelha                | ...-1979     | 1 380                  |
| Segredo (Mangueirinha)                         | Paraná                           | Rio Iguaçu                       | Ney Aminthas de Barros Braga | 1993-1995    | 1 280                  |
| Serra da Mesa                                  | Goiás                            | Rio Tocantins                    | Serra da Mesa                | 1986-1998    | 1 275                  |
| Salto Caxias                                   | Paraná                           | Rio Iguaçu                       | Salto Caxias                 | ...-1999     | 1 240                  |
| Furnas                                         | Minas Gerais                     | Rio Grande (Rio Paraná)          | Furnas                       | 1963-1974    | 1 240                  |
| Emborcação                                     | Minas Gerais                     | Rio Paranaíba                    | Theodomiro Sampaio           | ...-1983     | 1 192                  |
| Machadinho                                     | Rio Grande do Sul/Santa Catarina | Rio Uruguay                      | Machadinho                   | 1998-2002    | 1 140                  |
| Estreito                                       | Maranhão/Tocantins               | Rio Tocantins                    | Estreito                     | ...-2011     | 1 087                  |
| Salto Osório                                   | Paraná                           | Rio Iguaçu                       | Salto Osório                 | ...-1975     | 1 078                  |
| Sobradinho                                     | Bahia                            | Rio São Francisco                | Sobradinho                   | 1979-1982    | 1 050                  |

Le réservoir de Sobradinho sur le Rio São Francisco a une longueur de 320 km et couvre 4 200 km2, ce qui en fait l'un des plus vastes du monde.
Le barrage de Jirau et le barrage de Santo Antônio font partie du Projet Madeira, projet d'aménagement hydraulique visant à faciliter la navigation sur le río Madeira tout en produisant de l'électricité pour le Brésil ; ce projet, présenté au Forum des Amériques en décembre 2003 par l'entreprise brésilienne Furnas Centrais Eletricas, est censé favoriser le développement économique, tant au Brésil qu'en Bolivie et même au Pérou voisin.
Le barrage de Teles Pires fait partie du projet de six centrales hydroélectriques "Hidrovia Tapajos/Teles Pires" destiné à créer une voie d'eau navigable connectant l'intérieur du Brésil à l'Océan Atlantique : cinq barrages sur la rivière Teles Pires (barrage de Magessi 53 MW, barrage de Sinop 430 MW, barrage de Colider 342 MW, barrage de Teles Pires 1 820 MW, barrage de Sao Manoel 746 MW) et le barrage de Foz do Apiacas 230 MW sur la rivière Apiacas.
Le ministère brésilien des mines et de l'énergie publie en septembre 2014 un appel d'offres pour la concession du projet de Barrage de São Luiz do Tapajós (8 040 MW) ; la centrale devait entrer en fonctionnement en décembre 2019. Sao Luiz do Tapajos était la principale composante du projet de « complexe hydroélectrique du Tapajos » sur les rivières Tapajos et Jamanxim, dont la puissance totale prévue était de 12 000 MW.
Un jugement du Tribunal supérieur de Justice a confirmé en juin 2015 que le gouvernement ne pourra pas autoriser la construction du barrage de São Luiz do Tapajós avant d'avoir réalisé la consultation publique imposée par la loi.
Mais en avril 2016 l'Institut brésilien de l'environnement et des ressources renouvelables (IBAMA) suspend la licence du barrage du fait des menaces qu'il fait peser sur les terres des indiens Munduruku dont les droits ont été reconnus peu avant par la Fondation nationale de l'Indien (FUNAI). En août 2016, l'IBAMA rejette définitivement la demande de licence.

## Transport
Le réseau électrique brésilien, comme celui d'autres pays de dimensions continentales, doit affronter le problème de l'effet capacitif qui rend peu intéressant le transport d'électricité en courant alternatif sur des distances supérieures à 500 à 1 000 km ; en particulier, pour transporter l'électricité produite à l'intérieur du pays par les grands barrages (barrage des Trois-Gorges par exemple), vers les régions côtières, principales zones de consommation du pays. D'où la construction de liaisons à courant continu en haute-tension (HVDC), semblables à celle de 1 480 km construite au Québec pour acheminer l'électricité produite par les barrages géants de la Baie James vers les villes du Québec et du Nord des États-Unis.
Parmi ces lignes, on peut citer : 
- la liaison à courant continu Itaipu (tension de 600 kV) reliant le barrage d'Itaipu à São Paulo sur 818 km avec une capacité de transport de 6 300 MW, mise en service, entre 1984 et 1987 ; cette liaison à tension continue est en parallèle avec deux liaisons à tension alternative dont la moitié est en 800 kV ; la puissance totale de transport entre le barrage et Sao Paulo est de 12 600 MW ;
- le système de transport du Rio Madeira comprenant 2 375 km de lignes à 600 km reliant les centrales de Santo Antônio (3 568 MW) et Jirau (3 750 MW) aux centres de consommation du sud-est, inaugurée en août 2014 avec une capacité de 6 300 MW[22] ;
- le projet de ligne de 2 092 km qui va acheminer l'électricité produite par le barrage de Belo Monte (11 233 MW) vers les villes du sud-est ; le contrat a été signé à la mi-2014[22].

## Acteurs
Eletrobras, holding d'état, est l'acteur dominant du marché électrique. L'État possède aussi la quasi-totalité du réseau de transport d'électricité. Le gouvernement brésilien a mis en place en 2004 une nouvelle organisation hybride du secteur électrique, séparant des marchés régulés et des marchés dérégulés selon les catégories de producteurs et de consommateurs ; les nouveaux projets de production et de distribution sont ouverts aux investissements publics et privés, mais Eletrobras avait été exclu de la privatisation.
En 2017, le gouvernement de Michel Temer a lancé une réforme pour moderniser et libéraliser le marché de l'énergie ; le Ministère des mines et de l'énergie organise la privatisation d'Eletrobras, qu'il prévoit d'achever en 2018. En septembre 2017, les concessions de quatre centrales du Minas Gerais ont été mises aux enchères : Engie a acquis les centrales de Jaguara (424 MW) et de Miranda (408 MW), Enel a emporté celle de Volta Grande (380 MW) et China’s State Power Investment Corp la centrale de São Simão (1 710 MW).
Les principales filiales d'Eletrobras actives dans le secteur hydroélectrique sont :
- Itaipu Binacional : part de 50 % de la centrale d'Itaipu ;
- CHESF (Companhia Hidro Elétrica do São Francisco) : 14 centrales (10 268 MW) détenue en propre (dont le complexe Paulo Afonso et les centrales de Xingó, Luiz Gonzaga/Itaparica et Sobradinho) plus 4 autres en participation (15 644 MW), dont 15 % de Belo Monte et 20 % de Jirau, dont l'actionnaire principal est Engie (40 %)[44] ;
- Eletrobras Furnas : 17 centrales (12 600 MW), dont celles d'Itumbiara, de Furnas, de Marimbondo, etc[45] ;
- Eletrobras Eletronorte (Centrais Elétricas do Norte do Brasil) : 8 944 MW, dont Tucurui (8 370 MW)[46] ;
- Eletrobras Eletrosul : 522,5 MW, plus des participations dans les centrales de Jirau et Tele Pires[47].

Engie, déjà premier producteur privé d’électricité au Brésil et au Pérou, compte porter ses capacités dans la zone à 18 GW d’ici à 2019, rien qu’avec les projets en construction. Avec la mise en service en 2016 du barrage de Jirau (3,75 GW), centrale au fil de l'eau sur le fleuve Madeira, près de la limite entre les états d'Amazonas et de Rondônia, non loin de la frontière bolivienne, Engie atteint une puissance installée au Brésil de 10,2 GW. Sa filiale Tractebel Energia gère neuf centrales hydroélectriques totalisant 7 270 MW dont les centrales d'Itá (1 450 MW) et de Salto Santiago (1 420 MW).
La compagnie d'État chinoise State Power Investment Corporation a acquis Pacific Hydro, qui possède et exploite des installations hydroélectriques et éoliennes en Australie, au Brésil et au Chili, pour environ 3 milliards de dollars. State Grid Corporation of China a obtenu un contrat de construction et exploitation de la plus longue ligne de transport du Brésil (2 550 km), reliant le barrage de Belo Monte (11 200 MW) à Rio de Janeiro. La China Three Gorges Corporation a acquis les droits d'exploitation des centrales de Jupia (1 551 MW) et d'Ilha Solteira (3 444 MW) pour 3,7 milliards de dollars, devenant le second plus grand producteur privé d'électricité au Brésil.

## Politique énergétique
Le Brésil s'était fixé l'objectif d'atteindre 116 700 MW de puissance installée hydroélectrique en 2019 contre 98 015 MW en 2016. La puissance atteinte fin 2019 est seulement de 109 058 MW. Le nouveau gouvernement a inclus quatre projets hydroélectriques dans son nouveau programme d'investissement : Bem Querer (650 MW), Tabajara (430 MW), Castanheira (140 MW) et Telemaco Borba (118 MW) ; mais les deux premiers sont en Amazonie, où des groupes d'opposition les accusent de nuisances à l'égard des zones protégées et des réserves indigènes.
La persistance des sécheresses a amené l'opérateur indépendant du système électrique à imposer aux opérateurs des projets à buts multiples de conserver de l'eau pendant la saison sèche, ce qui a réduit la production d'électricité ; le gouvernement brésilien prépare une réglementation pour les indemniser du coût de ces restrictions qui les ont obligés à acheter de l'électricité thermique sur le marché spot. Le mécanisme de compensation proposé par le gouvernement consiste à prolonger les contrats de concession pour des durées allant jusqu'à 15 ans.

## Synergies avec l'éolien et le solaire
L'entreprise publique Energy Research Company a identifié de nouveaux projets hydroélectriques qui pourraient apporter 50 700 MW supplémentaires de stockage d'énergie au réseau pour réduire sa sensibilité aux variations climatiques.
Un projet innovant est en préparation en 2015 afin d'atténuer les graves pénuries d'hydroélectricité causées par les sécheresses : il s'agit d'installer des panneaux solaires flottants sur les plans d'eau des barrages afin de réduire l'évaporation ; de plus, l'eau des réservoirs améliorerait le rendement des panneaux solaires en évacuant la chaleur produite par leur fonctionnement. Des pilotes seront installés sur deux barrages d'État : Sobradinho (1 050 MW) et Balbina (250 MW).
En 2022, les centrales solaires flottantes brésiliennes en service totalisent 350 MWc et 1 200 MWc sont en projet.